# Makljenovac
Makljenovac är ett samhälle i Bosnien och Hercegovina.   Det ligger i entiteten Federationen Bosnien och Hercegovina, i den centrala delen av landet, 100 km norr om huvudstaden Sarajevo. Makljenovac ligger 197 meter över havet och antalet invånare är 1 270.
Terrängen runt Makljenovac är kuperad österut, men västerut är den platt. Närmaste större samhälle är Doboj, 4,0 km nordost om Makljenovac. 
Omgivningarna runt Makljenovac är en mosaik av jordbruksmark och naturlig växtlighet. Runt Makljenovac är det ganska tätbefolkat, med 78 invånare per kvadratkilometer.